# Steptoe Butte State Park
Der Steptoe Butte (deutsch Steptoe-Härtling) ist eine Quarzit-Insel, die aus dem staubigen Löss der Palouse-Hügel im Whitman County im US-Bundesstaat Washington aufragt. Der 3.612 ft (1.101 m) hohe Härtling wird als Steptoe Butte State Park geschützt; der Park stellt ein 150 Acres (60,7 ha) großes Erholungsgebiet im Staatseigentum dar, 12 mi (19 km) östlich von Colfax gelegen. Steptoe Butte und Kamiak Butte sind in der Steptoe and Kamiak Buttes National Natural Landmark zusammengefasst.

## Geologie
Das den Härtling formende Gestein ist mehr als 400 Millionen Jahre alt, im Gegensatz zu den 7 … 15 Millionen Jahre alten Columbia River Basalten, die den Untergrund unter dem Rest der Palouse bilden. Der Steptoe Butte wurde als vorstehendes Element des Grundgebirges zu einem Archetypus; die Spitzen von Hügeln oder Bergen innerhalb von Lavaflüssen werden gleichfalls „Steptoes“ (deutsch Lavafenster) genannt. Die geographische Höhe des Steptoe Butte beträgt 3.612 ft (1.101 m) über dem Meeresspiegel, seine Schartenhöhe etwa 1.000 ft (305 m). Der Härtling ist etwa 70 mi (113 km) … 100 mi (161 km) weit sichtbar. Der Mount Spokane ist von ihm aus gleichfalls sichtbar, er liegt 70 mi (113 km) entfernt im Norden.

## Geschichte
Der Steptoe Butte wurde nach Colonel Edward Steptoe benannt. Ein von James S. "Cashup" Davis erbautes Hotel stand von 1888 bis 1908 auf dem Plateau des Berges; es brannte mehrere Jahre nach seiner Schließung nieder. 1946 spendete Virgil McCroskey 120 Acres (48,6 ha) Land, um den State Park zu bilden, welcher später auf über 150 Acres (60,7 ha) erweitert wurde. Die unteren Hänge des Berges, die an den State Park grenzen, wurden 2016 durch Kent und Elaine Bassett erworben. Die Eigentümer planen, ihren Grundbesitz (437 Acres (177 ha)) vor Urbanisierung zu schützen und ihm gegebenenfalls dem Staat zu spenden.

## Freizeit und Tourismus
Eine enge befestigte Straße windet sich um den Steptoe Butte herum und führt bis zu einem Parkplatz auf dem Hochplateau. Der Park bietet Picknickplätze und einen Naturlehrpfad. Zu den beliebten Aktivitäten im Park gehören Gleitschirm- und Drachenfliegen sowie Modellflug und Fotografie.
| - Steptoe Butte - Steptoe Butte - Der Schatten des Steptoe Butte vom Hochplateau aus - Blick vom Hochplateau - Der Steptoe Butte vom McCroskey State Park aus - Abschauungstafel auf dem Hochplateau des Steptoe Butte |